# Stjepan II. Bánffy
Stjepan II. Bánffy (1335. − 1385.) je bio slavonski ban (ban cijele Slavonije), član hrvatske plemenitaške obitelji Bánffyja (Banića).
Sin je Nikole I. i brat Ivana.
Dužnost slavonskog bana obnašao je zajedno s bratom Ivanom I. od 1381. do 1385.,  a zajedno su bili i župani Zagorja od 1366. do 1370. godine. 
U izvorima na mađarskom jeziku ime mu nalazimo u obliku Bánfi István.